# Ősiségi pátens

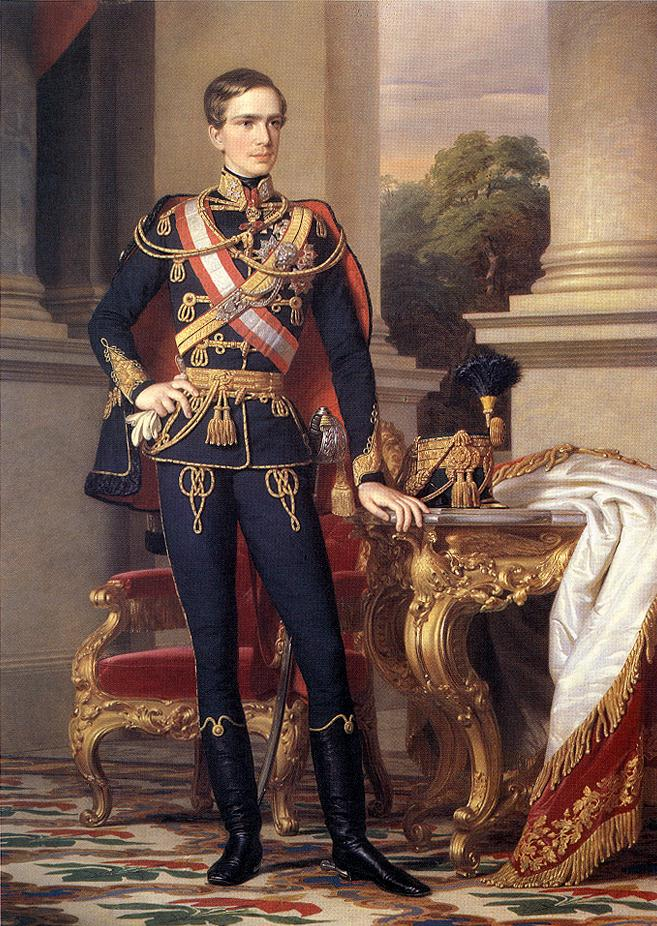
Barabás Miklós: I. Ferenc József magyar király portréja (1853)

Az ősiségi pátens Ferenc József császár 1852. november 29-én kiadott pátense, amely az ősiség (latin aviticitas) intézményének 1848-ban hatályba léptetett eltörléséhez kapcsolódóan eltörölte a nádori adományrendszert, a királyi kincstárnak magszakadás és hűtlenség címén való utódlását és a földesúr és jobbágy közötti öröklésjog rendszerét. Az ősiség a vagyonforgalom korlátozására irányuló anyagi és jogi intézmények összessége. A császári nyílt parancs alapján vagyon tekintetében sem a férfi és nő közötti különbség, sem az élők közötti vagyonátruházásban, sem az öröklésben nem érvényesült tovább. A pátens végérvényesen eltörölte az ősiséget, az ősiségre hivatkozva ezért nem lehetett többé pert 
indítani. A pátens megszüntette a fiú- és leányági vagyon (elsősorban földbirtok) közti különbséget is.

## Előzmények
A reformkor gondolkodói Magyarország fejlődésének legfőbb akadályát, a feudális gazdaságban és a feudális jogintézményekben látták. Széchenyi István már az 1830-ban megjelent Hitel című művében leírta, hogy az ősiség törvénye hátráltatja a birtokost, mivel nem tud hitelt felvenni a földre, s így nem tud modernizálni. Az 1849. évi olmützi alkotmány életbe lépésével a Magyar Királyság beleolvadt a Habsburg Birodalomba. Megszűnt a kancellária és annak jogkörét az igazságügy minisztérium kapta meg. Az 1848. évi XV. törvénycikk már rendelkezett ugyan az ősiség eltörléséről, azonban az adományrendszer megszüntetése kimarad ebből a törvényből, ezért a kötött birtokrendszer nem szűnik meg teljesen.